# 1987年苏联经济改革
经济改革（俄語：перестро́йка，羅馬化：perestroyka，發音：[pʲɪrʲɪˈstrojkə] ⓘ）是指担任苏联共产党中央委员会总书记的米哈伊尔·戈尔巴乔夫自1987年6月起推行的一系列经济改革措施。它与当时的政治改革開放政策共同构成了戈尔巴乔夫执政时期国内政策的关键词。一词的俄语字面意义即为“重建”，其意图为改变苏联陷入僵局的经济状况。

## 背景
原俄羅斯帝國20世紀初在主要的工業國中地位並不很高。歷經第一次世界大戰和蘇俄內戰的破壞，1920年相比戰前的1913年，蘇俄的工業產值下降了86%。到1926年蘇聯工業產值恢復並超過了1913年的水平，但由於人口增長，事實上人均工業產值還出現了下降。
1928-1940年，蘇聯平均每年工業產值增長11%，GDP平均每年增長5.3%。而同期西方國家經歷了金融危機，其中美國的GDP在1929－1933年的危機中下降了一半。從1929年到1955年，蘇聯的工業產值增加了29倍，同期美國僅增加1倍。
但是，蘇聯的經濟建設偏重於重工業建設，重工業、輕工業、農業比例失調，人民生活必需的農產品和輕工產品常常得不到滿足。且原俄羅斯帝國工業基礎較西方國家薄弱，故1955年時蘇聯主要的工農業產品，不論輕工業或重工業產品的產量都顯著低於美國。在這種情況下，蘇共中央第一書記赫魯雪夫提出了15年赶超美國的口號，即到1970年蘇聯主要的工農業產品都要趕上美國。
但是，到1970年時，蘇聯沒有任何一項產品的產量趕上美國，而赫魯曉夫在1964年被列昂尼德·勃列日涅夫趕下台。赫魯曉夫下台後，蘇聯部長會議主席（總理）柯西金進行了經濟改革，但成果並不顯著。1975年蘇聯終於有了第一項產量超過美國的主要工業品——原油。1982年時蘇聯的主要重工業產品——鋼鐵、水泥、煤炭、原油產量均超過美國。但蘇聯的輕工業產品產量始終很低，部分產品的人均佔有量甚至只有美國的20%。

## 經濟改革的過程
1985年3月戈爾巴喬夫當選為蘇聯共產黨中央委員會總書記，此時的蘇聯社會與經濟矛盾不斷累積。自斯大林時代建立起的高度集中的經濟體制弊端不斷顯現。它實行排斥價值規律的指令性計劃模式與實行行政為主的經濟管理手段，缺乏生機和活力，過於僵化。進入1980年代，蘇聯經濟增長速度不斷放慢，與西方的經濟技術水平，人民生活水準差距不斷加大。
1985年4月，在他任職後舉行的第一次蘇共中央全會上提出加速經濟發展和進行改革的主張。 1986年2月，蘇共27大通過《加速社會經濟發展的戰略》，同時決定進行經濟政策改革。
1987年6月召開的蘇聯共產黨中央委員會全體會議，討論了經濟管理體制改革問題和組織問題。戈爾巴喬夫陳述了他的“基本理論”，為日後的經濟改革鋪下了政治基礎。
1987年7月，蘇聯最高蘇維埃通過了國營企業法。該法許可企業根據市場需求確定產量，採購價格依企業與承包商談判的合同價格而定，國家取消指令性計劃指標，改以國家訂貨與數字控制。由此企業成為自負盈虧的經濟個體，國家不再會拯救那些虧損的企業，它們將直面破產的危險。由工人選舉產生的劳工委员会代替國家部委對企業實施管理。過去為企業製定詳細生產計劃任務的蘇聯國家計劃委員會進行了職能轉變，僅對宏觀生產指引並確定投資優先順序。
1988年5月開始實施的《合營法》，是戈爾巴喬夫經濟改革中非常重要的一環。該法是蘇聯歷史上自列寧的新經濟政策以來第一次允許製造業、服務業與外貿部門中的私營成分的出現。法律頒布初期對私營經濟課以重稅並對勞務僱傭進行一定的限制，這些措施在後來的法律修訂中取消。在此背景下，合營的餐館、商店與製造企業開始進入蘇聯經濟生活的舞台。
蘇聯在外經濟領域的大膽改革，打破了外貿部在絕大多數外貿活動中的壟斷。它允許各工農業分部根據自身責任與權限而不通過外貿部直接進行外貿活動，地方組織與個體國營企業也同時被賦予了這項權利。這些變化體現了對蘇聯終端用戶、供應商和外國貿易夥伴之間交流缺失消除的嘗試。
戈爾巴喬夫經濟改革在對外經濟領域中最引人注目的措施應屬對國外投資的開放，外國投資企業可以與蘇聯政府、國營企業、合營經濟組成的合資企業的形式存在。 1987年6月生效的最初版本的《合資企業法》最多只允許外方佔有49%的股份並且要求企業的董事長與總經理由蘇方擔任。後根據西方投資者的要求作出了相應的讓步，修訂後的法律許可外國投資者佔有多數股份與取得企業控制權。《合資企業法》條款鼓勵外國的投資者投入資本、先進技術與服務、管理技能與蘇聯的勞動力、基礎設施和國內巨大的潛在市場相結合，發揮效益，提升行業水平。
一系列的經濟變革措施並沒有像預想中地那樣“重建”自1980年代以來陷入泥潭的蘇聯經濟。但原先高度集權的指令式經濟發展模式在一定程度上得到了改變，雖然在貨幣兌換和價格控制等方面有所保留。
可是至1990年，政府事實上已經失去了對經濟情況的控制。虧損企業財政扶助與不斷的零售價格補貼使財政支出激增，禁酒運動併發的伏特加銷售收入消失與區域自治帶來的稅收截留使中央政府稅收下降。計劃指令式的產品生產方式停止後，傳統的供求關係解散了，基於市場的新供求關係仍然未建立。種種原因，戈爾巴喬夫的經濟改革不但沒有提高蘇聯的經濟運轉效率，他的中央放權政策反而導致了生產瓶頸。

## 分析
学者大卫·科兹（David M.Kotz）认为，1987年制定的《国营企业法》存在一定缺陷：第一，该法没有就经营模式迅速转化后的企业行为建立起一个有效的协调机制，某种程度上导致此次改革后国有企业的生产混乱；第二，工厂由工人选举产生的劳工委员会管理，而这样的委员会更倾向于为工人大幅提高工资。与此同时，消费品的数量增长却远远慢于工人工资增长，在仍然实行价格控制的情况下，国营零售店内的商品被迅速抢购完毕，导致长期的商品供应短缺；第三，失去国家计划的企业在尚未建立起有效的市场调控机制下，过分追求利润，倾向于在自身生产能力范围外生产，以及更多生产高质量、高价格的产品，而无法满足低收入群体的消费需求；第四，该法给国家造成了一定的税收问题。

## 改革所未预见的结果
戈尔巴乔夫的改革使苏联的经济体制成为了既非市场经济又非计划经济的怪胎。已陷泥潭的苏联经济不断恶化，至1991年苏联最终解体的时候，其经济指数直线下降。1991年全年国内生产总值较上年跌落17%，并且下降速度处于加速之中。同时通货膨胀成为社会重大难题，1990年至1991年间，苏联商品零售价增长140%。
在此状况之下，苏联人民的生活水平大幅下降。在过去，人们常要面对耐用品的短缺，到戈尔巴乔夫时代，连食物、衣服等这些基本生活必需品也出现供应短缺。窘迫的经济状况在对外经济领域也得到了充分体现，硬通货债务明显增加，改革最终不仅彻底摧毁了苏联原本脆弱的金融体系，破坏了还处于雏形状态的市场经济，搞乱了经济发展的秩序，让苏联政府的金融储备金消耗殆尽，过去有着良好偿还记录的苏联政府出现了还款困难，大批债务累积。戈尔巴乔夫倡导的开放政策政策使这些信息被公开地披露与讨论，引起了公众的严重不满情绪。
经济领域的改革使苏联经济最终走向了崩溃，这也成为了苏联解体的重要因素。其影响在苏联解体后仍餘及十五个前加盟国经济多年，使这些国家经济处于长期的不景气之中。与此同时，戈尔巴乔夫的改革也促使俄国经济最终走向了市场经济的道路。
著名的作家亚历山大·季诺维耶夫将经济改革的俄语单词和“灾难”合组成一个单词来讽刺经济改革的失败。他写道“所有企图避免的，都加倍出现……物价越来越高，队越排越长……”菲利普·汉森在他的《From Stagnation to Catastroika: Commentaries on the Soviet Economy, 1983-1991》一书中也用了此词。当时的人们编了无数关于经济改革的笑话，其中一个描写道，经济改革一词（перестро́йка）就是从希腊语中的“事故”翻译而来。苏联的老党员们更把新思维看作反革命行为和对列宁事业的背叛。

### 引用
1. ↑  International Monetary Fund (1992a, pp.56, 62)
2. ↑  Official Soviet data cited in International Monetary Fund 1992a: 49, 56.
3. ↑  David M.Kotz. . 中国人民大学出版社. 2015: 86.

## 深入阅读
- 费奥多尔·布尔拉茨基，《新思维》，1989，求实出版社，ISBN 7-80033-094-X
- Perestroika: New Thinking for Our Country and the World, Mikhail Gorbachev, Perennial Library, Harper & Row, 1988, trade paperback, 297 pages, ISBN 0-06-091528-5
- The Perilous road to the Market, Prem Shankar Jha, Pluto Press, 304 pages, ISBN 0-7453-1851-7